# Nikołaj Smirnow (wojskowy)
Nikołaj Iwanowicz Smirnow (ros. Николай Иванович Смирнов, ur. 22 września?/5 października 1917 we wsi Robcowo w guberni moskiewskiej, zm. 8 lipca 1992 w Moskwie) – radziecki dowódca, admirał floty, Bohater Związku Radzieckiego (1984).

## Życiorys
Od października 1937 służył w Marynarce Wojennej Flocie ZSRR, w sierpniu 1939 ukończył Wyższą Szkołę Wojskowo-Morską im. Frunzego. W czasie II wojny światowej od października 1943 był dowódcą okrętu podwodnego. Od 1969 był dowódcą Floty Oceanu Spokojnego, a w latach 1974–1988 pierwszym zastępcą dowódcy ds. ogólnych Marynarki Wojennej Związku Socjalistycznych Republik Radzieckich. Od 18 lutego 1958 kontradmirał, od 13 kwietnia 1964 wiceadmirał, od 5 listopada 1973 admirał. W latach 1971–1976 zastępca członka KC KPZR, 1970-1989 deputowany do Rady Najwyższej ZSRR od 8 do 11 kadencji.
5 listopada 1973 awansowany do stopnia admirała floty.

## Odznaczenia
- Złota Gwiazda Bohatera Związku Radzieckiego (17 lutego 1984)
- Order Lenina (dwukrotnie – 1977 i 1984)
- Order Czerwonego Sztandaru (1958)
- Order Wojny Ojczyźnianej I klasy (1985)
- Order Wojny Ojczyźnianej II klasy (1945)
- Order Czerwonego Sztandaru Pracy (1969)
- Order Czerwonej Gwiazdy (dwukrotnie – 1953 i 1966)
- Order „Za służbę Ojczyźnie w Siłach Zbrojnych ZSRR” III klasy (1975)
- Order „Za zasługi bojowe” (Mongolska Republika Ludowa, 1975)
- Order 9 września 1944 I klasy z Mieczami (Bułgarska Republika Ludowa, 1974)

I medale.